# حسین محبوبی اردکانی
حسین محبوبی اردکانی (زادهٔ ۱۲۹۴ - درگذشت ۲۳ آبان ۱۳۵۶) دانشمند و محقق تاریخ ایران بود. اثر مهم او کتاب تاریخ موسسات تمدنی جدید در ایران است که بارها به آن ارجاع شده و می‌شود.

## زندگی‌نامه
او در سال ۱۲۹۴ خورشیدی در اردکان متولد شد. پدرش آقا شیخ احمد نجل حاج ملاحسین (معروف به حاجی آخوند) فرزند حاج محمد علی فرزند حاج آقامحمد بود که همگی از علماء و بزرگان یزد بوده‌اند و در اردکان و یزد مرجعیت و حسن شهرت داشته‌اند.
تحصیلات ابتدایی و مقدماتی عربی را در محضر حاج شیخ محمد مدیر فرا گرفت و دوره متوسطه را در یزد و تحصیلات عالیه را در دانشسرای عالی و دانشکده ادبیات و علوم انسانی دانشگاه تهران به پایان رسانید و در سالهای پایانی عمرش به اخذ درجه دکتری تاریخ نائل آمد. مدت پنج سال ریاست دبیرستان ایرانشهر یزد را بر عهده داشت و سالها نیز دبیر آموزش و پرورش شهرستان قم بود. در سال ۱۳۴۳ از وزارت آموزش و پرورش به اداره کل انتشارات و روابط دانشگاهی تهران انتقال یافت و به سمت معاون آن اداره کل مشغول به کار شد. در طول سالهای خدمت در دانشگاه مدتی نیز در رشته تاریخ دانشکده ادبیات و علوم انسانی و مؤسسه تحقیقات و مطالعات علوم اجتماعی به تدریس پرداخت.
در ۲۳ آبانماه ۱۳۵۶ خورشیدی به خاطر بیماری سرطان مری در تهران درگذشت. همسرش بتول حائریان اردکانی بود و یک فرزند دختر به نام فاطمه محبوبی داشت که ایشان نیز بر اثر سرطان درگذشت.

## آثار و خدمات علمی
- ترجمه الابنیه عن حقایق الادویه نوشته ابومنصور موفق هروی بکوشش دکتر حسین محبوبی اردکانی.
- تاریخ تحول دانشگاه تهران و موسسات عالی آموزش ایران.
- راهنمای سال ۴۴–۱۳۳۵ دانشگاه تهران
- راهنمای سال ۴۶–۱۳۴۵ دانشگاه تهران
- راهنمای سال ۱۳۴۷ دانشگاه تهران
- رباعیات منسوب به خیام.
- احوال و آثار خوشنویسان. جلد سوم: تألیف دکتر مهدی بیانی بکوشش دکتر حسین محبوبی اردکانی.
- دیوان حسابی (شاعر قرن ۱۰). این کتاب به تصحیح و تحشیه استاد محبوبی و به هزینه دکتر محمود حسابی به چاپ رسیده‌است.
- فهرست تصاویر رجال اهل قاجار
- کتابشناسی کتابهای خطی از دکتر مهدی بیانی بکوشش دکتر حسین محبوبی اردکانی (۱۳۵۳).
- همکاری یا دکتر اصغر مهدوی در تنظیم اسناد و مدارک بازمانده از حاج محمدحسین امین‌الضرب و حاج حسین آقا امین‌الضرب.
- مجموعه اسناد و مدارک فرخ خان امین‌الدوله.
- الماثر و الاثار اعتمادالسلطنه.
- دانشنامه ایران و اسلام.
- مقاله‌های تحقیقی از وی در مجلات معتبر ادبی چون راهنمای کتاب، یغما و نظایر آن به چاپ رسیده‌است.
- تاریخ موسسات تمدنی جدید در ایران